# Brug 479
Brug 479 is een bouwkundig kunstwerk in Amsterdam-Oost. 
In het buurtje De Wetbuurt liggen meerdere ringsloten. Een van die ringsloten omringt het woongedeelte van de buurt. De zuidelijk gelegen sportvelden (onder andere Sportpark Drieburg) en tuinderijen hebben elk hun eigen ringsloot. Tussen woonwijk en het recreatiegebied ligt tussen beide watersystemen een landstrook waarop een voet- annex fietspad ligt. Middels brug 479 kunnen voetgangers tussen beide gebieden heen en weer trekken zonder gebruikt te hoeven maken van de verkeersbrug 254 in de Fizeaustraat, de hoofdverkeersroute ter plaatse.
De bruggen 254 en 479 liggen amper 100 meter uit elkaar, toch stammen ze uit twee architectonische tijdperken. Beide bruggen zijn ontworpen door de Dienst der Publieke Werken, maar komen uit verschillende tijdvakken. Brug 254 (1950) is ontworpen door Piet Kramer en vertoont nog duidelijk sporen van de Amsterdamse School met de combinatie bak- en natuursteen. Brug 479 (1956) komt uit het tijdperk na Kramer, met als esthetische architecten Dick Slebos en Dirk Sterenberg of zoals in dit geval Cornelis Johannes Henke. In dat tijdperk is beton het belangrijkste bouwmateriaal voor de bruggen.
Henke, met circa 35 ontworpen bruggen in Amsterdam, kwam dan ook met een betonnen brug. De brug is uitgevoerd met ranke balustrades en leuningen. De brug “ligt in” de Zwaardemakerstraat, maar die straat heeft al haar eind voordat de brug begint. De brug is een kopie van brug 478, die ongeveer gelijktijdig werd aangelegd, toen de De Wetbuurt hier ingesloten raakte door de aanleg van de Gooiseweg. De brug leidde in de eerste jaren van haar bestaan naar open terrein, dat tot de aanleg van de Gooiseweg bij het Darwinplantsoen werd gerekend.
<<< · 400 · 401 · 402 · 403 · 404 · 405 · 406 · 407 · 408 · 409 · 410 · 411 · 413 · 414 · 415 · 416 · 417 · 418 · 419 · 420 · 421 · 422 · 423 · 424 · 425 · 427 · 429 · 430 · 431 · 432 · 433 · 434 · 435 · 436 · 437 · 438 · 439 · 440 · 441 · 442 · 443 · 444 · 445 · 446 · 447 · 448 · 449 · 450 · 451 · 452 · 453 · 454 · 455 · 456 · 457 · 458 · 459 · 460 · 461 · 462 · 463 · 464 · 465 · 466 · 469 · 470 · 471 · 472 · 473 · 474 · 475 · 476 · 478 · 479 · 480 · 482 · 483 · 485 · 486 · 487 · 488 · 489 · 490 · 491 · 492 · 493 · 494 · 495 · 496 · 497 · 499 · >>>
Brugnummers 412, 426, 428, 467, 468, 477, 481, 484 en 498 zijn niet (meer) vergeven.